# Stanko Vraz
Stanko Vraz (Cerovec, 30. lipnja 1810. – Zagreb, 20. svibnja 1851.), bio je hrvatski i slovenski književnik, kritičar i prevoditelj.

## Životopis
Stanko Vraz rodio se u slovenskom mjestu Cerovcu 1810. godine kao Jakob Frass. Godine 1836. mijenja ime u Stanko Vraz. Gimnaziju je završio u Mariboru, studij prava i filozofije pohađao je u Grazu, ali je većinu vremena provodio proučavajući književnost i strane jezike. Govorio je pet jezika. Prevodio je latinske klasike i slavenske pjesnike. Od kraja 1838. godine živio je i radio u Zagrebu kao jedan od vodećih preporoditelja.
Umro je u Zagrebu 1851. godine, u kući u Opatičkoj ulici br. 18. Pokopan je na starom zagrebačkom groblju u Jurjevskoj ulici, a 15. listopada 1885. godine njegovi posmrtni ostatci preneseni su u Arkadu preporoditelja na Mirogoju.

## Književno stvaralaštvo
Ranu slovensku poeziju pisao je na zavičajnom dijalektu, zbog čega ju početkom 1830-ih nije uspio objaviti u časopisu Kranjska čbelica. Po svojoj raznovrsnoj djelatnosti (pjesnik, književni kritičar, putopisac, prevoditelj te pisac članaka o jeziku i narodnim običajima) Vraz je jedan od najistaknutijih iliraca i prvi hrvatski profesionalni književnik. Nakon prvoga posjeta Hrvatskoj 1833. godine oduševio se ilirskim pokretom. Iste je godine u Grazu upoznao Ljudevita Gaja; surađivao je u Danici od prvoga broja, potpisujući se isprva kao »Ilir iz Štajera«.
Godine 1842. s Ljudevitom Vukotinovićem i Dragutinom Rakovcem izdaje kritički časopis "Kolo",  a od 1846. do 1848. godine bio je tajnik Matice ilirske. Kao zagovornik romantičarskih ideja o značaju narodne poezije priredio je i objavio zbirku slovenskih narodnih pjesama Narodne pjesni ilirske: koje se pjevaju po Štajerskoj, Kranjskoj, Koruškoj i zapadnoj strani Ugarske (1839.). U hrvatskoj književnosti javio se prijevodom slovenske balade Stana i Marko (Danica, 1835.), a od 1837. godine pisao je isključivo na hrvatskom jeziku.
U kritici se bori za europski kriterij i protiv diletantizma, a za književno je stvaranje tražio neka se oslanja na tekovine narodne i slavenske književnosti. Najvredniji dio njegova rada jest ljubavna lirika. Kao pjesnik Đulabija i niza soneta Sanak i istina, on unosi u hrvatsku liriku svjež, lak i nepatvoren izraz, nasuprot deklamacijama i retorici, što je prevladavalo u pjesmama većine iliraca. U satirama i epigramima ismijava nedostatke društvenog i književnog života, posebno utilitarizam i diletantizam patetičnih tamburaša i budničara. Njegova lirika inspirirana je romantičnom erotikom u stilu i u modi njegova doba, posvećenom imaginariom ljubavnim idealima.
Godine 1840. objavio je prvu od ukupno tri za života objavljene zbirke pjesama, ljubavni kanconijer Đulabije, ljubezne ponude za Ljubicu (I–II, III. i IV. objavljeni su posmrtno), posvećen Gajevoj nećakinji Julijani (Ljubici) Cantilly.
Godine 1841. objavio je zbirku balada i romansi Glasi iz dubrave žeravinske, posvećenu ilirskoj »posestrimi« Dragojli Štauduar, u kojoj je nastojao ujediniti tradicije europske narodne i umjetničke balade (J. W. Goethe, A. Mickiewicz, J. L. Uhland).
Posljednja zbirka poezije, Gusle i tambura (1845.), sastoji se od četiriju ciklusa, elegično intoniranih Prvo lišće te Cvijeće i voće, zbirke prepjeva i parafraza europskih romantičara Iza mora te Povjestica, kao i satiričnoga dodatka Istina i šala, potpisanoga pseudonimom Jakob Rešetar s Cerovca.
Napisao je i zbirku od 47 soneta Sanak i istina, posvećenu Hildegardi Karvančićevoj, djelomice tiskanu u Danici (1845.) i almanahu Iskra (1846.). Spjevan po uzoru na Petrarcu i Mickiewicza, taj kanconijer uz Vrazove izvorne stihove sadrži i 13 prepjevanih soneta.
Ciklus od 7 gazela, kojim je Vraz taj izvorno orijentalni lirski oblik uveo u hrvatsku književnost, ubraja se među najvažnija ostvarenja hrvatske romantičarske lirike. Pisao je satire i epigrame, sabrane u ciklusima Neotesanci I i II, Komari i hobadi te Cigani, u kojima se kritički osvrtao na onodobne političke i književne prilike pa i suvremenike.
Iznimno se vrijednim smatra i Vrazov bogat i raznovrstan prevoditeljski opus. Prevodio je s latinskoga, grčkoga, češkoga, ruskoga, poljskoga, slovenskoga, engleskoga, njemačkoga, francuskoga, španjolskoga i talijanskoga, ponajviše romantičarsku poeziju.
U onodobnoj periodici objavljivao je putopise, dopise, bibliografske prikaze i književnokritičke članke. Zauzimao se za uvođenje strožih estetskih i profesionalnih kriterija u književnu kritiku. Uz Petra Preradovića i Ivana Mažuranića smatra se jednim od najvažnijih pjesnika hrvatskog romantizma. Hrvatsku je književnost obogatio novim pjesničkim tipovima i oblicima, a pjesničkim, prevoditeljskim i kritičarskim radom približio ju onodobnoj matici europskih književnih strujanja.

### Stil
U težnji da nađe što adekvatniji izraz za svoje pjesničke vizije Vraz je pronalazio različite forme: od klasičnih soneta do romance i balade, te gazele; pa je i na taj način obogatio našu književnost onoga vremena. Bilo je u tom traženju i lutanja, i slabih stihova, bilo je naročito mnogo borbe s jezikom, što nije nikakvo čudo kad je Vraz Slovenac. No usprkos svim tim slabostima Vraz je u svoju poeziju unio mnogo iskrenih, osobnih momenata koji variraju od vedrih stihova do sumornih motiva i atmosfera.

## Djela
- Đulabije, Zagreb, 1840.
- Glasi iz dubrave žerovinske, Zagreb, 1841.
- Gusle i tambura: različite pěsni. 1. od Stanka Vraza, Prag, 1845.

### Posmrtno
- Děla Stanka Vraza. Djulabije: ljubezne ponude za Ljubicu. Dio 1., Zagreb, 1863.
- Děla Stanka Vraza. Glasi iz dubrave žerovinske: pověstice od Stanka Vraza. Dio 2., Zagreb, 1864.
- Děla Stanka Vraza. Razlike pjesme / [izvorne pjesme] od Stanka Vraza. Dio 3., Zagreb, 1866.
- Děla Stanka Vraza. Razlike pjesme: prevodi Stanka Vraza. Dio 4., Zagreb, 1868.
- Děla Stanka Vraza. Pěsme pabirci, proza i pisma Stanka Vraza. Dio 5. [predgovor Franjo Petračić]., Zagreb, 1877.
- Izabrane pjesme: sa slikom pjesnikovom. S uvodom Franje Markovića., Zagreb, 1880.
- Izabrane pjesme / Stanko Vraz. (uredio i predgovor napisao D. Grdenić), Zagreb, 1924.
- Đulabije, Zagreb, 1925. (pretisak izdanja iz 1863.)
- Stanko Vraz – Stihovi i proza, Zagreb, 1951.
- Slovenska djela, Zagreb, 1952.
- Pjesnička djela I-III, Zagreb, 1953.
- Poezija i proza / Stanko Vraz, (izbor i pogovor Ivan Slamnig), Zagreb, 1963.
- Izbor iz djela / Stanko Vraz, (prir. i predgovor napisao Ivan Martinčić), Zagreb, 1994.
- Izabrane pjesme / Stanko Vraz, (prir. Vinko Brešić), Zagreb, 1999.

## Galerija
- Dom Stanka Vraza u Cerovcu
- Grob Stanka Vraza (Arkada preporoditelja na Mirogoju)[4]
- Poprsje Stanka Vraza u Samoboru

## Zanimljivosti
- Rodno mjesto Stanka Vraza, Cerovec u slovenskoj općini Ormož, se po njemu sada zove Cerovec Stanka Vraza kako bi se razlikovalo od ostalih mjesta koja se zovu Cerovec.
- Vrazovo pravo ime bilo je Jakob Frass no s vremenom je književni pseudonim Stanko Vraz pretvorio u vlastito građansko ime i prezime.[7]
- Vraz je bio jedini Slovenac koji je prihvatio Gajevu ilirsku ideju i odrekao se, zbog "viših ciljeva", ne samo svoje narodnosti nego i materinskog jezika, a što mu je Prešeren oštro zamjerio.[7]
- Pisao je pod pseudonimima: V. Z., V. C., St. V., J. C., S. V. Ž., I. R. C., I. R. iz C.,  I. R. iz Cerovca, Slednin St. Fras-Cerovčan, J. Rešetar iz Cerovca, Radoslav Ilia K. Ilir iz Štajera, Jakob Rešetar s Cerovca, Jakob Rešetar iz Cerovca, Radoslav, Jurišić, Miško, Jurišić, Mihail, Rešetar, Jakob, Bezimenović, Nenad, Cerovčan, Jakob, Frass, Jakob.[8]

## Vanjske poveznice
- Filozofski fakultet Sveučilišta u Zagrebu: Stanko Vraz: Pjesme
- Vraz, Stanko, Hrvatska enciklopedija, Leksikografski zavod Miroslav Krleža